# Apistogramma mendezi
 Apistogramma mendezi és una espècie de peix de la família dels cíclids i de l'ordre dels cipriniformes que es troba a Sud-amèrica: conca del riu Amazones.